# Escouloubre
Escouloubre  (en occitan Escolobre) est une commune française, située dans le Sud-Ouest du département de l'Aude en région Occitanie.
Sur le plan historique et culturel, la commune fait partie du Pays de Sault, un plateau situé entre 990 et 1310 mètres d'altitude fortement boisé. Exposée à un climat de montagne, elle est drainée par l'Aude, le ruisseau d'Aguzou, le ruisseau de Campagna et par divers autres petits cours d'eau. La commune possède un patrimoine naturel remarquable : deux sites Natura 2000 (le « pays de Sault » et la « haute Vallée de l'Aude et Bassin de l'Aiguette ») et onze zones naturelles d'intérêt écologique, faunistique et floristique.
Escouloubre est une commune rurale qui compte 69 habitants en 2022, après avoir connu un pic de population de 853 habitants en 1846. Ses habitants sont appelés les Escouloubrais ou  Escouloubraises.
Le patrimoine architectural de la commune comprend un immeuble protégé au titre des monuments historiques : l'église de l'Invention-Saint-Étienne, classé en 1982.

## Géographie

### Localisation
Le village d’Escouloubre est l’un des plus hauts de la montagne audoise (960 m dans les Pyrénées). Il est situé aux confins de l'Aude, à la limite de l’Aude, de l’Ariège et des Pyrénées-Orientales. Escouloubre se trouve près de la confluence située à Rouze (Ariège) de la Bruyante avec l'Aude, à environ 20 km d'Axat, à environ 35 km de Quillan, quelque 50 km de Limoux, la sous-préfecture et 88 km de Carcassonne, la préfecture.
La commune s'étend depuis l'Aude jusqu'au massif de Madrès, où on peut voir, sur le col de la Maranne, une pierre marquant la limite des trois départements (Aude, Ariège et Pyrénées-Orientales).

### Communes limitrophes
Les communes limitrophes sont  Aunat, Bessède-de-Sault, Carcanières, Fontanès-de-Sault, Le Bousquet, Le Puch, Puyvalador, Quérigut et Rouze.
| Fontanès-de-Sault                                                         | Aunat                                          | Bessède-de-Sault |
| Rouze (Ariège), Le Puch (Ariège), Carcanières (Ariège), Quérigut (Ariège) | Escouloubre                                    | Le Bousquet      |
| Puyvalador (Pyrénées-Orientales)                                          | Réal (Pyrénées-Orientales, par un quadripoint) |                  |

### Géologie et relief
Escouloubre se situe en zone de sismicité 3 (sismicité modérée).

### Hydrographie
La commune est dans la région hydrographique « Côtiers méditerranéens », au sein du bassin hydrographique Rhône-Méditerranée-Corse. Elle est drainée par l'Aude, le ruisseau d'Aguzou, le ruisseau de Campagna, le ruisseau de Cayrole, le ruisseau de la Canal, le ruisseau de la Lauze, le ruisseau d'en Bernard, le ruisseau de Parti, le ruisseau de Rebiscagné, le ruisseau des Escaliers, le ruisseau du Counc et le ruisseau du Pountarrou, qui constituent un réseau hydrographique de 26 km de longueur totale,.
L'Aude, d'une longueur totale de 223,59 km, prend sa source dans la commune des Angles et s'écoule du sud vers le nord. Elle traverse la commune et se jette dans le golfe du Lion à Fleury, après avoir traversé 73 communes.

### Climat
Pour des articles plus généraux, voir Climat de l'Occitanie et Climat de l'Aude.
En 2010, le climat de la commune est de type climat des marges montargnardes, selon une étude s'appuyant sur une série de données couvrant la période 1971-2000. En 2020, Météo-France publie une typologie des climats de la France métropolitaine dans laquelle la commune est exposée à un climat de montagne ou de marges de montagne et est dans la région climatique Pyrénées orientales, caractérisée par une faible pluviométrie, un très bon ensoleillement (2 600 h/an), un air sec, particulièrement en hiver et peu de brouillards.
Pour la période 1971-2000, la température annuelle moyenne est de 9,5 °C, avec une amplitude thermique annuelle de 14,7 °C. Le cumul annuel moyen de précipitations est de 822 mm, avec 8,6 jours de précipitations en janvier et 6,4 jours en juillet. Pour la période 1991-2020, la température moyenne annuelle observée sur la station météorologique la plus proche, située sur la commune de Belcaire à 16 km à vol d'oiseau, est de 9,8 °C et le cumul annuel moyen de précipitations est de 1 032,4 mm,. Pour l'avenir, les paramètres climatiques de la commune estimés pour 2050 selon différents scénarios d'émission de gaz à effet de serre sont consultables sur un site dédié publié par Météo-France en novembre 2022.

### Milieux naturels et biodiversité

#### Réseau Natura 2000

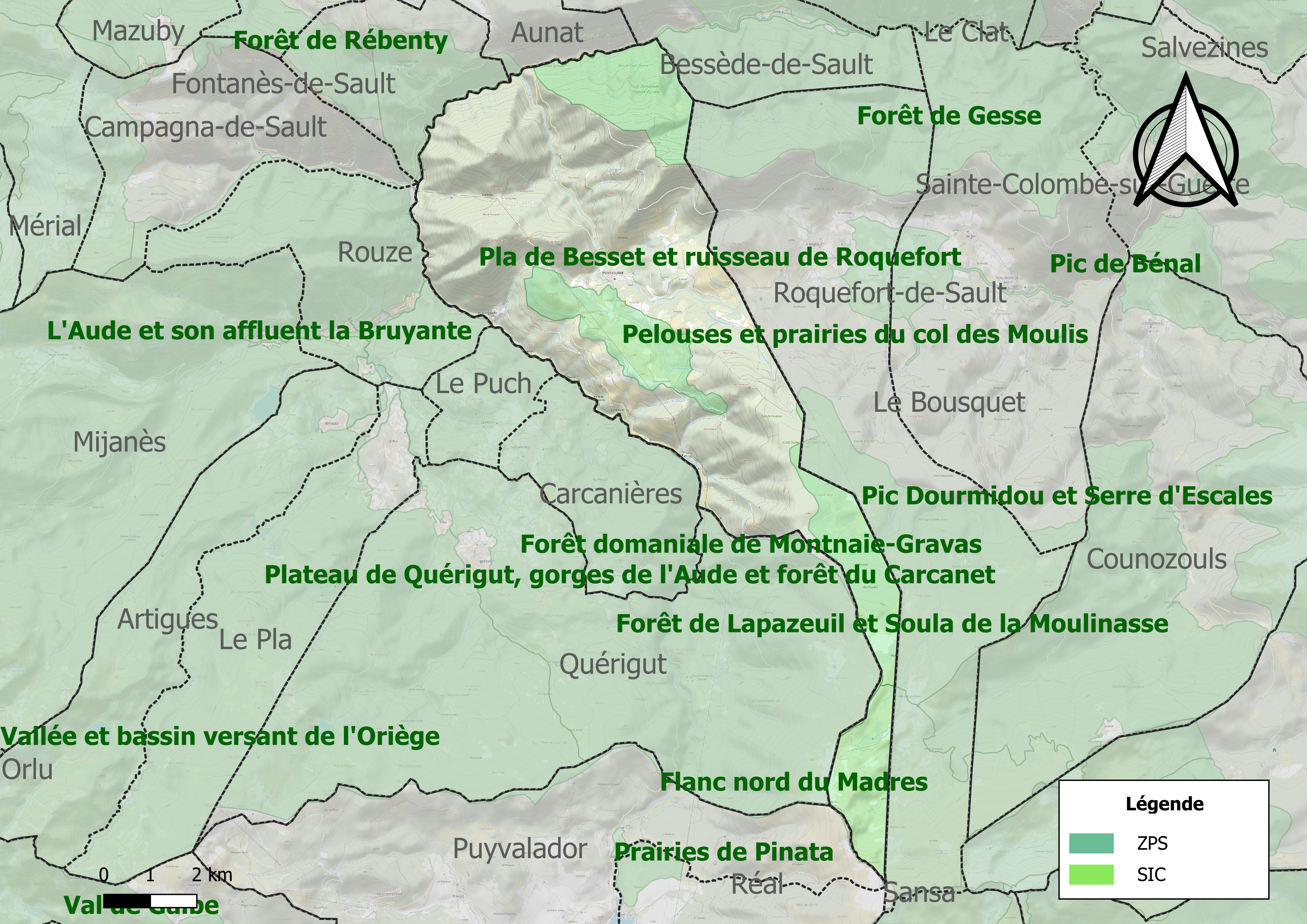
Site Natura 2000 sur le territoire communal.

Le réseau Natura 2000 est un réseau écologique européen de sites naturels d'intérêt écologique élaboré à partir des directives habitats et oiseaux, constitué de zones spéciales de conservation (ZSC) et de zones de protection spéciale (ZPS). Un site Natura 2000 a été défini sur la commune au titre de la directive habitats :
- la « haute Vallée de l'Aude et Bassin de l'Aiguette », d'une superficie de 17 055 ha, particulièrement intéressant pour ses milieux aquatiques. Il comprend des populations de Desmans des Pyrénées, Barbeau méridional, d'Écrevisse à pattes blanches ainsi que des chabots[15]

et un au titre de la directive oiseaux : 
- le « pays de Sault », d'une superficie de 71 499 ha, présentant une grande diversité d'habitats pour les oiseaux. On y rencontre donc aussi bien les diverses espèces de rapaces rupestres, en particulier les vautours dont les populations sont en augmentation, que les passereaux des milieux ouverts (bruant ortolan, alouette lulu) et des espèces forestières comme le pic noir[16].

#### Zones naturelles d'intérêt écologique, faunistique et floristique
L’inventaire des zones naturelles d'intérêt écologique, faunistique et floristique (ZNIEFF) a pour objectif de réaliser une couverture des zones les plus intéressantes sur le plan écologique, essentiellement dans la perspective d’améliorer la connaissance du patrimoine naturel national et de fournir aux différents décideurs un outil d’aide à la prise en compte de l’environnement dans l’aménagement du territoire. Sept ZNIEFF de type 1 sont recensées sur la commune :
- le « flanc nord du Madres » (664 ha), couvrant 4 communes dont 3 dans l'Aude et 1 dans les Pyrénées-Orientales[18] ;
- la « forêt de Gesse » (1 797 ha), couvrant 5 communes du département[19] ;
- la « forêt domaniale de Montnaie-Gravas » (1 043 ha), couvrant 3 communes du département[20] ;
- le « l'Aude et son affluent la Bruyante » (37 ha), couvrant 6 communes dont 4 dans l'Ariège et 2 dans l'Aude[21] ;
- les « pelouses et prairies du col des Moulis » (240 ha)[22] ;
- le « plateau de Quérigut, gorges de l'Aude et forêt du Carcanet » (3 215 ha), couvrant 7 communes dont 5 dans l'Ariège, 1 dans l'Aude et 1 dans les Pyrénées-Orientales[23] ;
- la « ripisylve des gorges de l'Aude » (88 ha), couvrant 9 communes du département[24] ;

et quatre ZNIEFF de type 2, : 
- les « gorges de l'Aude et de l'Aiguette » (5 612 ha), couvrant 10 communes du département[25] ;
- le « massif de Quérigut et forêt du Carcanet (Donezan) » (12 107 ha), couvrant 16 communes dont 9 dans l'Ariège, 5 dans l'Aude et 2 dans les Pyrénées-Orientales[26] ;
- le « massif du Madres » (8 031 ha), couvrant 10 communes dont 4 dans l'Aude et 6 dans les Pyrénées-Orientales[27];
- le « plateau du Roquefortais » (1 876 ha), couvrant 3 communes du département[28].

Carte des ZNIEFF de type 1 et 2 à Escouloubre.
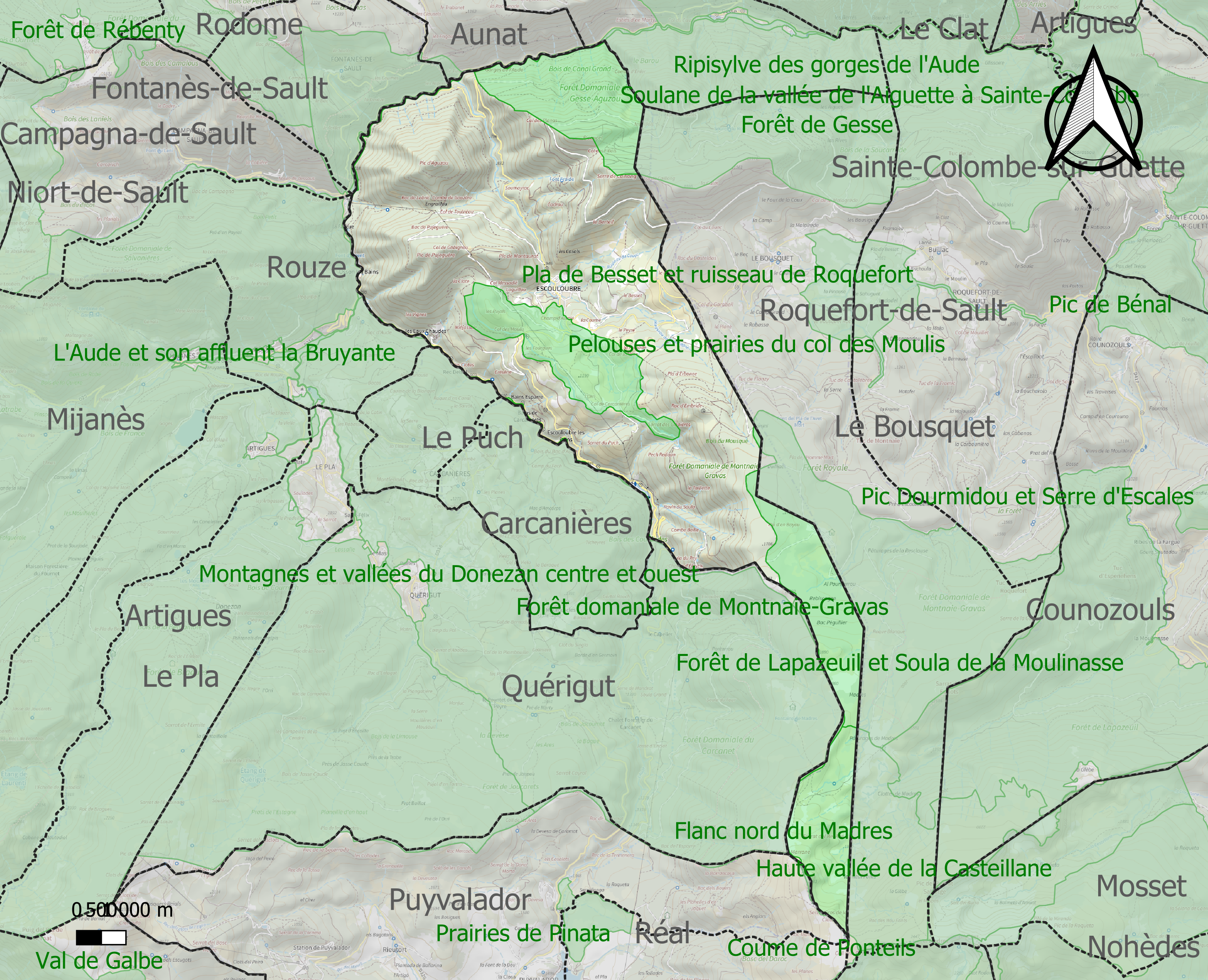
Carte des ZNIEFF de type 1 sur la commune.
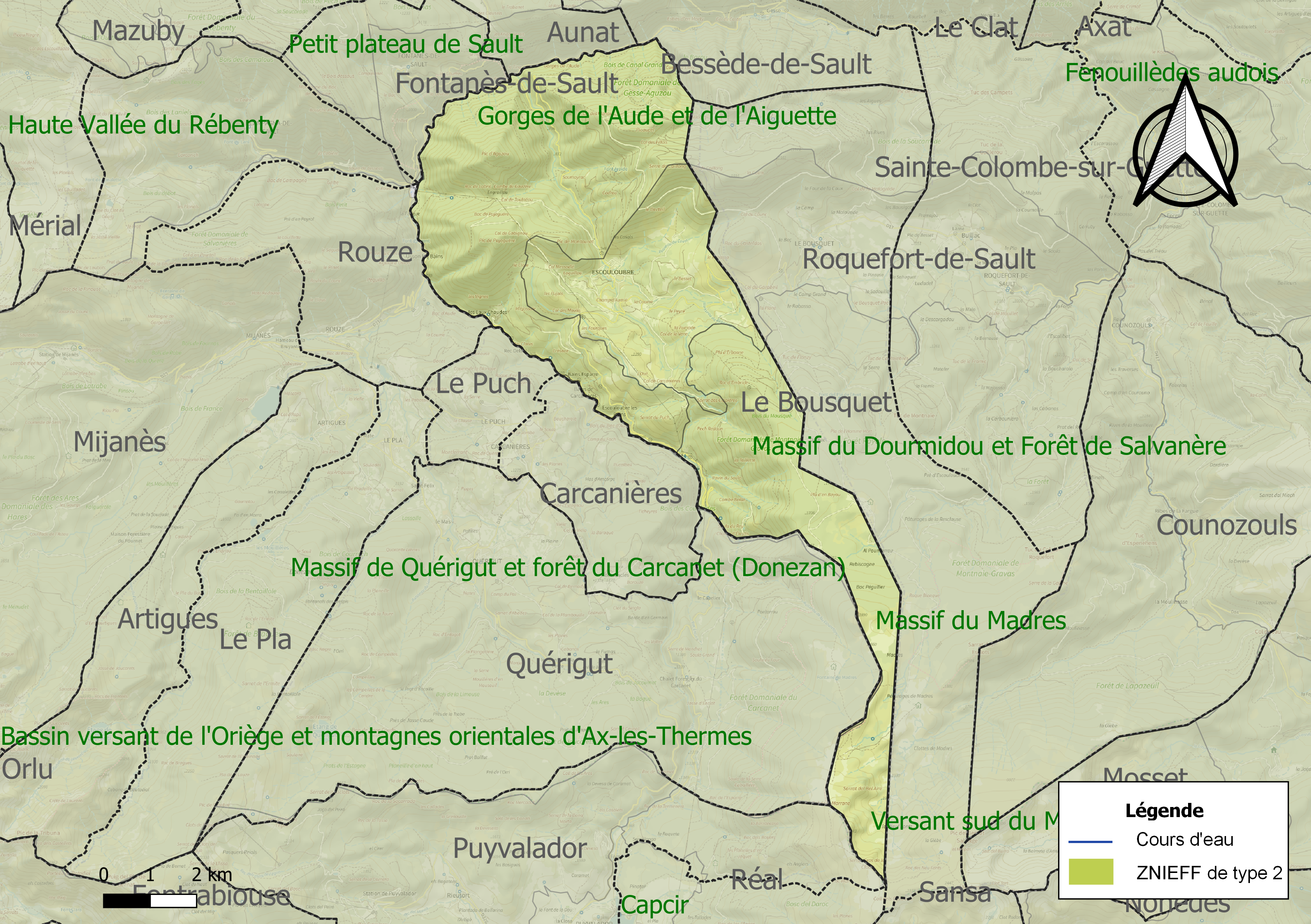
Carte des ZNIEFF de type 2 sur la commune.

## Urbanisme

### Typologie
Au 1er janvier 2024, Escouloubre est catégorisée commune rurale à habitat dispersé, selon la nouvelle grille communale de densité à 7 niveaux définie par l'Insee en 2022.
Elle est située hors unité urbaine et hors attraction des villes,.

### Occupation des sols
L'occupation des sols de la commune, telle qu'elle ressort de la base de données européenne d’occupation biophysique des sols Corine Land Cover (CLC), est marquée par l'importance des forêts et milieux semi-naturels (97 % en 2018), en augmentation par rapport à 1990 (94 %). La répartition détaillée en 2018 est la suivante : 
forêts (59,3 %), milieux à végétation arbustive et/ou herbacée (37,8 %), prairies (2 %), zones agricoles hétérogènes (1 %). L'évolution de l’occupation des sols de la commune et de ses infrastructures peut être observée sur les différentes représentations cartographiques du territoire : la carte de Cassini (XVIIIe siècle), la carte d'état-major (1820-1866) et les cartes ou photos aériennes de l'IGN pour la période actuelle (1950 à aujourd'hui).

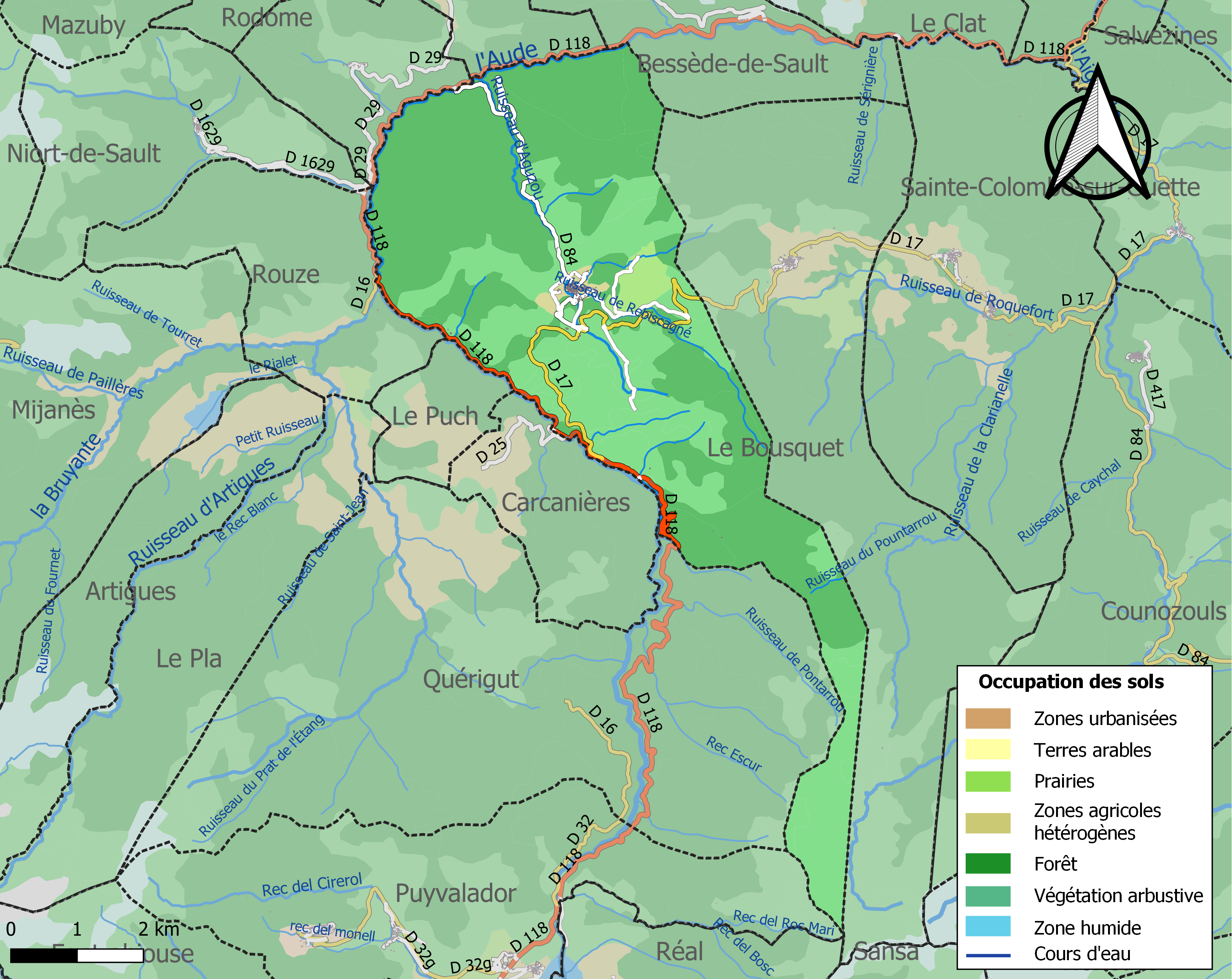
Carte des infrastructures et de l'occupation des sols de la commune en 2018 (CLC).

### Risques majeurs
Le territoire de la commune d'Escouloubre est vulnérable à différents aléas naturels : météorologiques (tempête, orage, neige, grand froid, canicule ou sécheresse) et séisme (sismicité modérée). Il est également exposé à un risque technologique, la rupture d'un barrage, et à un risque particulier : le risque de radon. Un site publié par le BRGM permet d'évaluer simplement et rapidement les risques d'un bien localisé soit par son adresse soit par le numéro de sa parcelle.

#### Risques naturels

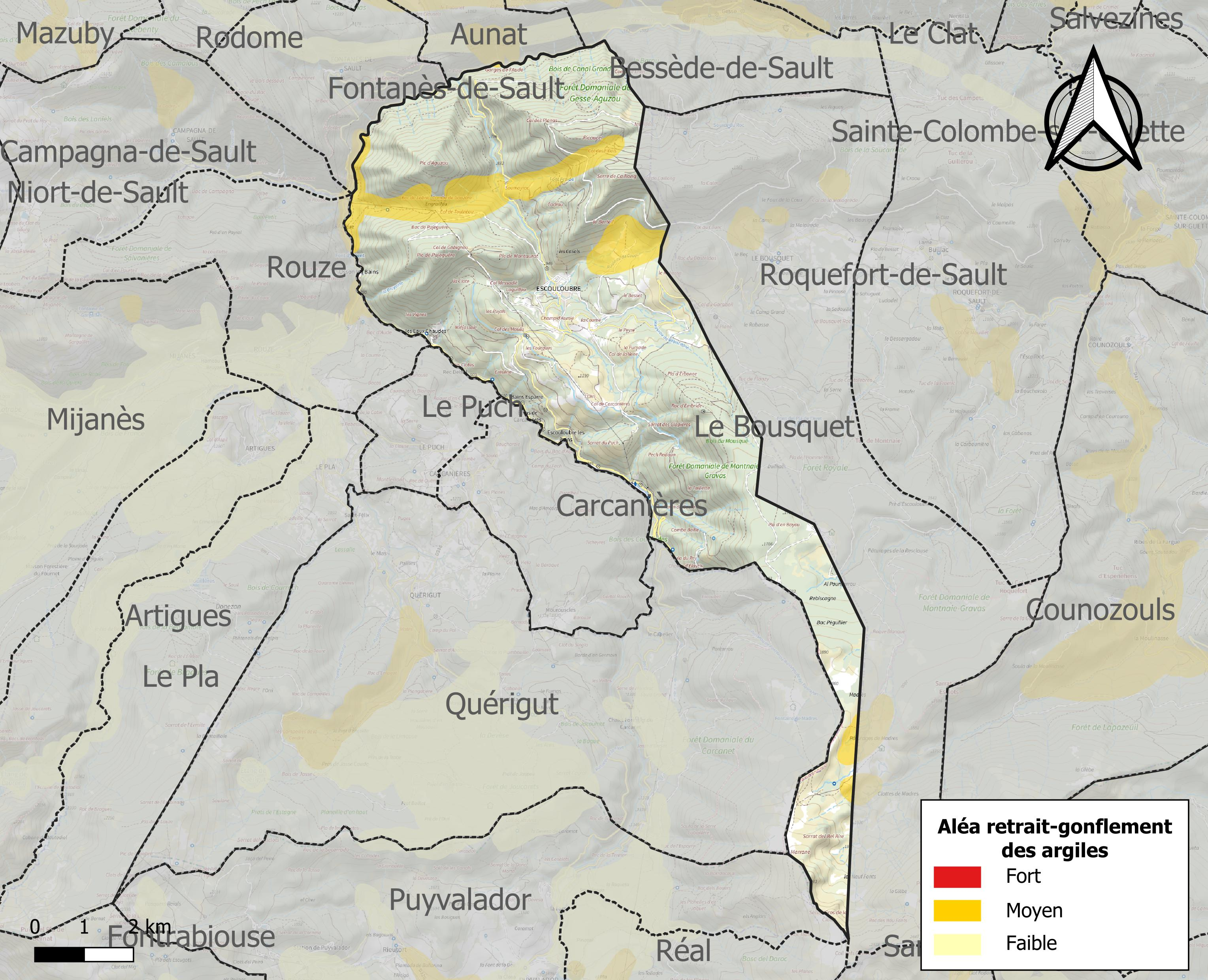
Carte des zones d'aléa retrait-gonflement des sols argileux d'Escouloubre.

Le retrait-gonflement des sols argileux est susceptible d'engendrer des dommages importants aux bâtiments en cas d’alternance de périodes de sécheresse et de pluie. 8,9 % de la superficie communale est en aléa moyen ou fort (75,2 % au niveau départemental et 48,5 % au niveau national). Sur les 207 bâtiments dénombrés sur la commune en 2019, 3 sont en aléa moyen ou fort, soit 1 %, à comparer aux 94 % au niveau départemental et 54 % au niveau national. Une cartographie de l'exposition du territoire national au retrait gonflement des sols argileux est disponible sur le site du BRGM,.

#### Risques technologiques
La commune est en outre située en aval des barrages de Matemale et de Puyvalador, deux ouvrages de classe A, situés dans le département des Pyrénées-Orientales. À ce titre elle est susceptible d’être touchée par l’onde de submersion consécutive à la rupture d'un de ces ouvrages.

#### Risque particulier
Dans plusieurs parties du territoire national, le radon, accumulé dans certains logements ou autres locaux, peut constituer une source significative d’exposition de la population aux rayonnements ionisants. Certaines communes du département sont concernées par le risque radon à un niveau plus ou moins élevé. Selon la classification de 2018, la commune d'Escouloubre est classée en zone 3, à savoir zone à potentiel radon significatif.

## Toponymie
« Il s'agit d'un lieu qui était hanté par les couleuvres. »[réf. nécessaire]

## Histoire
Le territoire d'Escouloubre apparait dans l'histoire avec la mention de l'église Saint-Jean de Combret (aujourd'hui lieu-dit Crombet) dans les possessions de l'abbaye de Saint-Martin-Lys en 910 et par une bulle du pape Agapet II à cette abbaye en 954. Dans un autre document de 958, le lieu d'Escouloubre est cité pour la première fois comme touchant au territoire de Combret. À cette époque ces territoires font partie de la vicomté de Fenouillèdes et de la seigneurie de Casteldos (aujourd'hui au Bousquet) et ceci jusqu'à sa disparition en 1258, entérinée lors du traité de Corbeil. Combret aurait été déserté au XIIe siècle. Le seigneur du castrum de Casteldos, Bernard de Sauton, est brulé pour hérésie cathare à Perpignan en 1259 en présence du roi d'Aragon.
Une tour fortifiée y est établie au XIe siècle.
Selon la légende, en 1255, Géraud de Niort s'installe à Escouloubre après sa défaite à Niort et y meurt en 1256. Ses descendants vivront occasionnellement à Escouloubre : on trouve deux apothicaires et le premier maire du village.

## Politique et administration

### Découpage territorial
La commune d'Escouloubre est membre de la communauté de communes des Pyrénées audoises , un établissement public de coopération intercommunale (EPCI) à fiscalité propre créé le 30 mai 2013 dont le siège est à Quillan. Ce dernier est par ailleurs membre d'autres groupements intercommunaux.
Sur le plan administratif, elle est rattachée à l'arrondissement de Limoux, au département de l'Aude, en tant que circonscription administrative de l'État, et à la région Occitanie.
Sur le plan électoral, elle dépend du canton de la Haute-Vallée de l'Aude pour l'élection des conseillers départementaux, depuis le redécoupage cantonal de 2014 entré en vigueur en 2015, et de la troisième circonscription de l'Aude  pour les élections législatives, depuis le redécoupage électoral de 1986.

### Liste des maires
Le premier maire de la commune est Jean-Paul de Niort, descendant direct de Géraud de Niort, de 1790 à 1810.
| Période                                  | Période  | Identité           | Étiquette | Qualité |
| ---------------------------------------- | -------- | ------------------ | --------- | ------- |
| 1790                                     | 1810     | Jean-Paul de Niort |           |         |
| ?                                        | ?        | Elie Paychenq      |           |         |
| 1971                                     | 1977     | Marcel Bonneric    |           |         |
| 1977                                     | 1989     | Achille Vidal      |           |         |
| 1989                                     | 1995     | Jean Bonneric      |           |         |
| mars 1995                                | En cours | Jacques Petit      |           |         |
| Les données manquantes sont à compléter. |          |                    |           |         |

## Population et société

### Démographie
L'évolution du nombre d'habitants est connue à travers les recensements de la population effectués dans la commune depuis 1793. Pour les communes de moins de 10 000 habitants, une enquête de recensement portant sur toute la population est réalisée tous les cinq ans, les populations de référence des années intermédiaires étant quant à elles estimées par interpolation ou extrapolation. Pour la commune, le premier recensement exhaustif entrant dans le cadre du nouveau dispositif a été réalisé en 2004.

En 2022, la commune comptait 69 habitants, en évolution de −6,76 % par rapport à 2016 (Aude : +2,65 %, France hors Mayotte : +2,11 %).
| 1793 | 1800 | 1806 | 1821 | 1831 | 1836 | 1841 | 1846 | 1851 |
| ---- | ---- | ---- | ---- | ---- | ---- | ---- | ---- | ---- |
| 725  | 712  | 751  | 707  | 749  | 809  | 814  | 853  | 851  |

| 1856 | 1861 | 1866 | 1872 | 1876 | 1881 | 1886 | 1891 | 1896 |
| ---- | ---- | ---- | ---- | ---- | ---- | ---- | ---- | ---- |
| 806  | 773  | 793  | 798  | 759  | 626  | 710  | 680  | 665  |

| 1901 | 1906 | 1911 | 1921 | 1926 | 1931 | 1936 | 1946 | 1954 |
| ---- | ---- | ---- | ---- | ---- | ---- | ---- | ---- | ---- |
| 585  | 600  | 508  | 450  | 384  | 351  | 330  | 273  | 220  |

| 1962 | 1968 | 1975 | 1982 | 1990 | 1999 | 2004 | 2006 | 2009 |
| ---- | ---- | ---- | ---- | ---- | ---- | ---- | ---- | ---- |
| 181  | 137  | 85   | 86   | 114  | 90   | 97   | 101  | 94   |

| 2014 | 2019 | 2022 | - | - | - | - | - | - |
| ---- | ---- | ---- | - | - | - | - | - | - |
| 77   | 71   | 69   | - | - | - | - | - | - |

## Économie

### Emploi
| Division       | 2008   | 2013   | 2018   |
| -------------- | ------ | ------ | ------ |
| Commune        | 6 %    | 2,6 %  | 6,9 %  |
| Département    | 10,2 % | 12,8 % | 12,6 % |
| France entière | 8,3 %  | 10 %   | 10 %   |

En 2018, la population âgée de 15 à 64 ans s'élève à 29 personnes, parmi lesquelles on compte 69 % d'actifs (62,1 % ayant un emploi et 6,9 % de chômeurs) et 31 % d'inactifs,. Depuis 2008, le taux de chômage communal (au sens du recensement) des 15-64 ans est inférieur à celui de la France et du département.
La commune est hors attraction des villes,. Elle compte 21 emplois en 2018, contre 29 en 2013 et 18 en 2008. Le nombre d'actifs ayant un emploi résidant dans la commune est de 19, soit un indicateur de concentration d'emploi de 110,2 % et un taux d'activité parmi les 15 ans ou plus de 31,3 %.
Sur ces 19 actifs de 15 ans ou plus ayant un emploi, 17 travaillent dans la commune, soit 90 % des habitants. Pour se rendre au travail, 47,4 % des habitants utilisent un véhicule personnel ou de fonction à quatre roues, 36,8 % s'y rendent en deux-roues, à vélo ou à pied et 15,8 % n'ont pas besoin de transport (travail au domicile).

### Activités hors agriculture

#### Secteurs d'activités
6 établissements sont implantés  à Escouloubre au 31 décembre 2019. Le secteur des autres activités de services est prépondérant sur la commune puisqu'il représente 33,3 % du nombre total d'établissements de la commune (2 sur les 6 entreprises implantées  à Escouloubre), contre 8,8 % au niveau départemental.

#### Entreprises

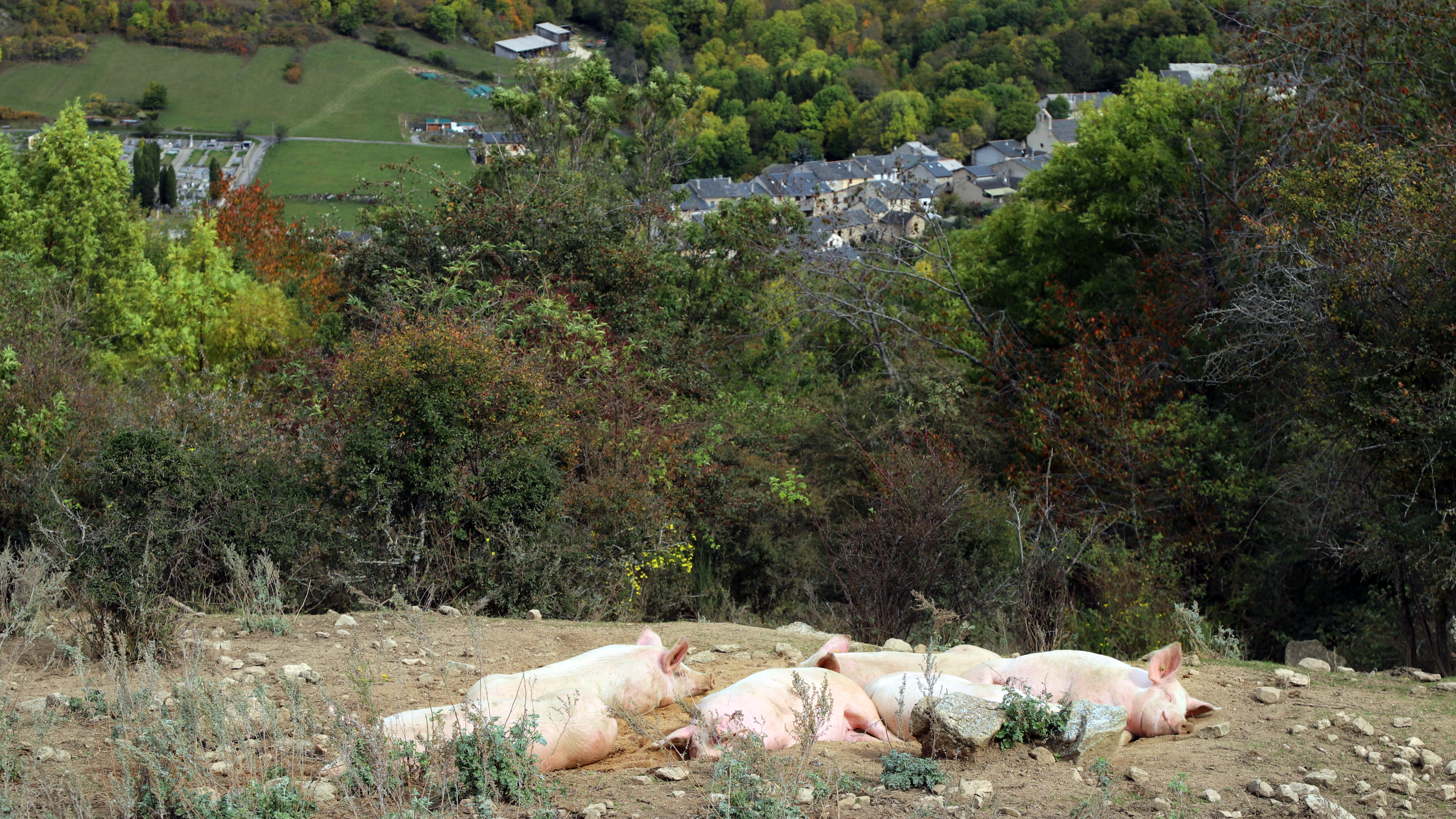
Élevage de cochons en plein air au col des Moulis.

Pays d’élevage, de forêts et de vastes étendues propices aux randonnées, à la chasse aux sangliers et à la cueillette des champignons. Ses eaux chaudes sulfureuses sodiques, aux propriétés anti-rhumatismales, font la renommée de sa station thermale au début du siècle.
Deux usines hydroélectriques fonctionnent sur la commune. La plus ancienne est celle du Carcanet, une des premières apparues dans la région au début du XXe siècle, construite par la Société Méridionale de Transport de Force, avec ses diverses conduites forcées amenant l'eau depuis le Capcir et le barrage de Matemale, construit en 1959. Cette eau traverse ensuite la montagne sous Roquefort-de-Sault pour être turbinée à nouveau dans l'usine de Nentilla. L'autre usine est située à côté d'Usson (commune de Rouze, en Ariège).

### Agriculture
|                                   | 1988 | 2000 | 2010 |
| --------------------------------- | ---- | ---- | ---- |
| Exploitations                     | 9    | 7    | 6    |
| Superficie agricole utilisée (ha) | 417  | 335  | 613  |

La commune fait partie de la petite région agricole dénommée « Pays de Sault ». En 2010, l'orientation technico-économique de l'agriculture  sur la commune est l'élevage de bovins pour la viande. Six exploitations agricoles ayant leur siège dans la commune sont dénombrées lors du recensement agricole de 2010 (neuf en 1988). La superficie agricole utilisée est de 613 ha.

## Culture locale et patrimoine

### Lieux et monuments
- Église de l'Invention-Saint-Étienne. L'église datant du XVIIIe siècle a été remaniée au XIXe siècle et au XXe siècle. L'édifice a été classé au titre des monuments historiques en 1982[52].
- Chapelle des Bains d'Escouloubre-les-Bains.
- Une statue en marbre blanc de l'abbé d'Esperonnat, bienfaiteur du village qui de 1853 à 1866, reconstruisit l'église et fertilisa le pays en faisant creuser un canal pour irriguer les champs autour du village. La statue est peu expressive, l'abbé droit tient son bréviaire de la main gauche et le manche de sa pioche de la main droite, le fer reposant à terre.
- Monument aux morts : un poilu bleu en fonte, présentant son fusil Lebel et foulant au pied l'aigle de l'empire allemand. Une quarantaine de noms sont gravés dans le marbre du piédestal. Vu le nombre actuel d'habitants, ce monument rappelle que le village fut beaucoup plus peuplé au temps où les mines de Soumairac fonctionnaient, où Escouloubre-les-Bains hameau du village sur la vallée de l'Aude, était une station thermale aux eaux sulfureuses et sodiques appréciées. Deux plaques de marbre blanc portent les noms des quelques hommes du village décédés lors de la Seconde Guerre mondiale.
- La grotte de l'Aguzou : grotte classée et protégée, gérée par l'ONF. Le réseau est constitué de six kilomètres de galeries semi-aménagées, avec une diversité et une profusion de concrétions. Visites autorisées.

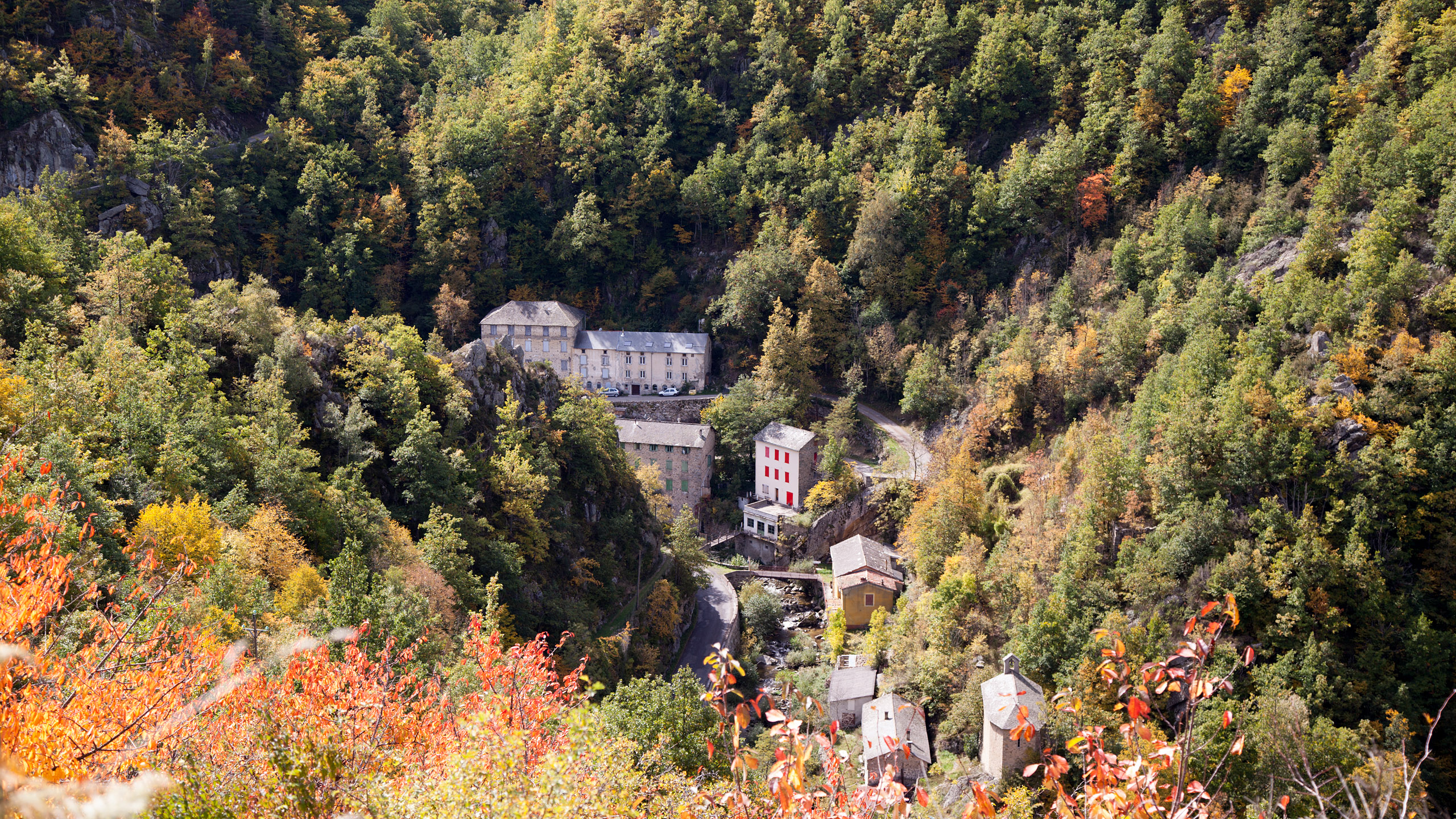
Escouloubre-les-Bains et Carcanières-les-Bains.

- Le col des Moulis (1099 m) desservi par la RD 17 entre le village et l'Aude où se trouvent  les anciennes stations thermales d'Escouloubre-les-Bains et de Carcanières.

### Personnalités liées à la commune
- Géraud de Niort, noble cathare mort à Escouloubre en 1256.
- Louis Alexandre de Monston de Sauton, seigneur d'Escouloubre, homme d'armes de la compagnie d'Henri Ier de Savoie, duc de Nemours[53].
- Delphine de Monston de Sauton sa fille[54], épouse de Raymond de Dax seigneur d'Axat et baron de Cessales, elle fit poser la cloche de l'église d'Axat construite par son époux en 1630. Une gravure en fait mémoire sur la cloche[55].
- L'abbé d'Esperonnat, bienfaiteur de la commune.
- L'abbé de Roquelaure, chroniqueur.
- Michel Flanzy (1902-1992), œnologue né sur la commune.

### Héraldique
| Escouloubre | Son blasonnement est : D'or à la fasce de gueules accompagnée de deux losanges du même. |

## Randonnée
Le sentier de grande randonnée 7 (sentier européen E4) passe par Escouloubre dans l'étape de Mirepoix à Andorre-la-Vieille.